# Чемпіонат світу з акватлону
Чемпіонат світу з акватлону проводяться щорічно з 1998 року. Цей вид спорту є різновидом тріатлону і включає плавання та біг. Стандартна дистанція складається з трьох етапів: біг (2,5 км), плавання (1 км) і біг (2,5 км).

## Чоловіки
| Рік  | Золото             | Срібло           | Бронза                 |
| ---- | ------------------ | ---------------- | ---------------------- |
| 1998 | Шейн Рід           | Бенжамін Сансон  | Крейг Александер       |
| 1999 | Шейн Рід           | Пол Еймі         | Леві Максвелл          |
| 2000 | Меттью Рід         | Бред Калефельдт  | Паулу Міяшіру          |
| 2001 | Іван Ранья         | Річард Стеннард  | Філіп Оспалий          |
| 2002 | Кріс Джеммелл      | Андрій Глущенко  | Філіп Оспалий          |
| 2003 | Річард Стеннард    | Брент Фостер     | Паулу Міяшіру          |
| 2004 | Шейн Рід           | Чаба Куттор      | Кріс Джеммелл          |
| 2005 | Тім Дон            | Річард Стеннард  | Паулу Міяшіру          |
| 2006 | Річард Стеннард    | Даніель Лі Чі Во | Кларк Елліс            |
| 2007 | Серхіо Сармієнто   | Антоніо Манссур  | Едер Мехія             |
| 2008 | Брент Фостер       | Антоніо Манссур  | Крісанто Грахалес      |
| 2009 | Антоніо Манссур    | Веслі Матос      | Адам Карлтон           |
| 2010 | Ріхард Варга       | Деніел Галксворт | Аттіла Фечкович        |
| 2011 | Річард Стеннард    | Ран Альтерман    | Леандро Барбоса        |
| 2012 | Ріхард Варга       | Riчард Стеннард  | Огнєн Стоянович        |
| 2013 | Ріхард Варга       | Іван Іванов      | Чаба Рендес            |
| 2014 | Ючі Хосода         | Ріосуке Ямамото  | Єгор Мартиненко        |
| 2015 | Ріхард Варга       | Ігор Полянський  | Меттью Макілрой        |
| 2016 | Алістер Браунлі    | Ріхард Варга     | Томмі Заферес          |
| 2017 | Меттью Шарп        | Джон Расмунсен   | Ейден Лонгкрофт-Гарріс |
| 2018 | Еммануель Лежене   | Натан Брін       | Алексіс Карде          |
| 2019 | Ростислав Пєвцов   | Кевін Віньєла    | Дмитро Полянський      |
| 2021 | Давид Кастро       | Ріхард Варга     | Андер Ноайн            |
| 2022 | Марк Девай         | Кевін Віньєла    | Мартон Кропко          |
| 2023 | Крістіан Фернандес | Крістофер Перам  | Джиммі Лунд            |
| 2024 | Кевін Віньєла      | Люк Бат          | Крістіан Фернандес     |

## Жінки
| Рік  | Золото                | Срібло                | Бронза              |
| ---- | --------------------- | --------------------- | ------------------- |
| 1998 | Ріна Гілл             | Ніколь Гекетт         | Мелані Мітчелл      |
| 1999 | Ріна Гілл             | Ніколь Гекетт         | Мішель Діллон       |
| 2000 | Пілар Ідальго         | Ана Бургос            | Піп Тейлор          |
| 2001 | Сірі Ліндлі           | Ріна Гілл             | Шейла Таорміна      |
| 2002 | Сандра Солдан         | Джилл Саведж          | Ленка Радова        |
| 2003 | Карла Морено          | Елізабет Мей          | Анна Клівер         |
| 2004 | Саманта Воррінер      | Елізабет Мей          | Шарлотта Бонін      |
| 2005 | Шейла Таорміна        | Карла Морено          | Ленка Радова        |
| 2006 | Сара Маклерті         | Еслпет Макгрегор      | Марія Барретт       |
| 2007 | Сара Грофф            | Келлі Кук             | Ейша Роллінсон      |
| 2008 | Клаудія Рівас         | Мелоді Рамірес        | Дунія Гомес         |
| 2009 | Саманта Воррінер      | Максін Ші             | Ліза Менсінк        |
| 2010 | Маргіт Ванек          | Сандра Салай          | Гайя Перон          |
| 2011 | Елізабет Мей          | Джессіка Соуза Сантос |                     |
| 2012 | Нікі Семюелс          | Емма Девіс            | Теа Мілош           |
| 2013 | Ірина Абисова         | Клер Мішель           | Юлія Єлістратова    |
| 2014 | Аннеке Дженкінс       | Юлія Єлістратова      | Ганна Кітчен        |
| 2015 | Анастасія Амбросімова | Олена Данилова        | Лонг Хой            |
| 2016 | Марія Шорець          | Анастасія Амбросімова | Валентина Запатріна |
| 2017 | Емма Пейллант         | Делія Склабас         | Жаклін Аллен        |
| 2018 | Едда Ганнесдоуттір    | Ганна Кітчен          | Віда Медич          |
| 2019 | Алісія Улатовська     | Жанетт Брагмаєр       | Іцель Арройо        |
| 2021 | Марго Гарабедян       | Сара Перес            | Маргарета Враблова  |
| 2022 | Селін Кайзер          | Марта Кропко          | Марина Кирик        |
| 2023 | Жанетт Брагмаєр       | Маргарета Враблова    | Селін Кайзер        |
| 2024 | Марина Кирик          | Австралія             | Австралія           |